# Kerwin Vargas
Kerwin Calderón Vargas (Concordia, 2 gennaio 2002) è un calciatore colombiano, attaccante del Charlotte FC.

## Carriera
Kerwin Vargas ha iniziato a giocare con il Cundy FC, per poi trasferirsi al CA Santa Marta all'età di nove anni. A 15 anni è passato al Boca Juniors de Cali per poi far ritorno al Santa Marta, nel frattempo rinominato Academia Europea.
Nel 2020 si è trasferito in Portogallo al Feirense. Ha fatto il suo esordio ufficiale il 24 luglio 2021 in Taça da Liga contro il Famalicão ed il 18 agosto ha realizzato la sua prima rete, in Segunda Liga contro il Mafra.
Il 2 maggio 2022 è stato acquistato dal Charlotte FC, club appena approdato in MLS. Ha debuttato nella massima serie statunitense il 22 dello stesso mese contro il Vancouver Whitecaps mentre per la prima rete si è dovuto attendere quasi un anno, quando ha contribuito a battere l'Orlando City il 19 marzo 2023.

## Statistiche

### Presenze e reti nei club
Statistiche aggiornate al 10 novembre 2024.
| Stagione         | Squadra          | Campionato       | Campionato | Campionato | Coppe nazionali | Coppe nazionali | Coppe nazionali | Coppe continentali | Coppe continentali | Coppe continentali | Altre coppe | Altre coppe | Altre coppe | Totale | Totale |
| Stagione         | Squadra          | Comp             | Pres       | Reti       | Comp            | Pres            | Reti            | Comp               | Pres               | Reti               | Comp        | Pres        | Reti        | Pres   | Reti   |
| ---------------- | ---------------- | ---------------- | ---------- | ---------- | --------------- | --------------- | --------------- | ------------------ | ------------------ | ------------------ | ----------- | ----------- | ----------- | ------ | ------ |
| 2021-2022        | Feirense         | SL               | 28         | 7          | CP+CdL          | 2+1             | 1+0             |                    | -                  | -                  |             | -           | -           | 31     | 8      |
| giu.-nov. 2022   | Charlotte FC     | MLS              | 13         | 0          | USOC            | 1               | 0               |                    | -                  | -                  |             | -           | -           | 14     | 0      |
| 2023             | Charlotte FC     | MLS              | 29+1       | 4+1        | USOC            | 1               | 0               |                    | -                  | -                  | LC          | 5           | 0           | 36     | 5      |
| 2024             | Charlotte FC     | MLS              | 33+3       | 6+0        |                 | -               | -               |                    | -                  | -                  | LC          | 2           | 0           | 38     | 6      |
| Totale Charlotte | Totale Charlotte | Totale Charlotte | 75+4       | 10+1       |                 | 2               | 0               |                    | -                  | -                  |             | 7           | 0           | 88     | 11     |
| Totale carriera  | Totale carriera  | Totale carriera  | 107        | 18         |                 | 5               | 1               |                    | -                  | -                  |             | 7           | 0           | 119    | 19     |